# Státní znak Ekvádoru
Státní znak Ekvádoru je tvořen modrým oválem (s krajinou v přirozených barvách) se stříbrným lemem. V popředí krajiny je moře, na  něm kolesový parník se žluto-modro-červenou vlajkou na zádi a znamením boha Merkura mezi komínem na přídi a kolesem uprostřed lodi. Do moře ústí řeka Guayas, kolem je zelená krajina, v pozadí vulkán Chimborazo se sněhovou pokrývkou vrcholu a modrá obloha. Nad krajinou je zlaté slunce uprostřed stříbrného oblouku a zvířetníková znamení po stranách pro březen až červenec (Beran, Býk, Blíženci a Rak). Ovál obklopují z obou stran dvojice zkřížených žluto-modro-červených praporů s modro-červenými praporovými šňůrami se zlatými střapci. Mezi prapory jsou zelená vavřínová a palmová ratolest. Na oválu sedí (heraldicky vlevo hledící) kondor andský v přirozených barvách, pod ním je liktorský svazek se sekerou.
Parník se znamením boha obchodu Merkura symbolizuje lodní dopravu a připomíná, že v Ekvádoru sestrojil konstruktér Vicente Rocafuerte první parník v západní části Jižní Ameriky. Kondor je symbolem síly a liktorský svazek je symbolem republikánského zřízení.

## Historie
Dnešní území Ekvádoru dobyli koncem 15. století Inkové. Roku 1532 dobyli Inckou říši Španělé a roku 1533 ovládli i území dnešního Ekvádoru. 29. srpna 1563 byla založena v současném hlavním městě Quitu audiencie a území připojeno k Místokrálovství Peru. V letech 1717–1724 bylo území součástí Místokrálovství Nová Granada, poté znovu součástí Místokrálovství Peru a od roku 1739 opětovně Místokrálovství Nová Granada. 10. srpna 1809 byla v Quitu ustanovena revoluční junta, vyhlášena nezávislost a vztyčena první národní vlajka. Touto juntou byl přijat i státní znak, který tvořila stříbrná, pěticípá hvězda obklopená zeleným věncem, resp. dvěma vavřínovými ratolestmi, které symbolizovaly vítězství. Hnutí za nezávislost bylo po roce potlačeno ale 9. října 1820 byla pod vedením básníka Josého Joaquina de Olmeda vyhlášena Svobodná provincie Guayaquil. (není obrázek)
29. května 1822 došlo po osvobozeneckých bojích Simóna Bolívara k připojení Cuency a Quita ke konfederaci Velká Kolumbie a 22. června byl nejvyšší juntou schválen (kromě vlajky) nový znak Svobodné provincie Guayaquil. Ten byl tvořen stříbrným, modře lemovaným oválem, ve kterém bylo modré, zlatě lemované, kruhové pole s uprostřed umístěnou, stříbrnou, pěticípou hvězdou. Kolem kruhového pole byly opět dvě vavřínové ratolesti, svázané v dolní části červenou stuhou. V dolní části oválu byl španělský nápis POR GUAYAQUIL INDEPENDIENTE (česky ???). (není obrázek)
31. července 1822 byl k Velké Kolumbii připojen i zbytek území Ekvádoru a ve vzniklém departementu Jižní Kolumbie se začaly užívat její symboly. Státní znak Velké Kolumbie byl tvořen hnědým liktorským svazkem, dvěma rohy hojnosti po stranách, v dolní části svázanými žluto-modro-červenou stuhou, a za svazkem zobrazena sekera, luk a tři šípy v přirozených barvách. Dle některých zdrojů byl tento znak ještě v oválném mezikruží, v jehož horní části byl španělský název státu REPÚBLICA DE COLOMBIA (česky Kolumbijská republika, přídavné jméno Velká se k názvu přidává, aby se předešlo záměně se současnou Kolumbií), dole pak malá, pěticípá hvězda. Rohy symbolizovaly bohatství nové republiky, šípy boj tří zemí Velké Kolumbie (Kolumbie, Panama a Venezuela) za nezávislost.

Státní znak Velké Kolumbie v Ekvádoru (1822–1830)

11. května 1830 byl vyhlášen nezávislý Stát Jižní Kolumbie, ke změně státních symbolů však došlo až 19. srpna, kdy byl Kongresem nahrazen znak Velké Kolumbie. Nový znak Jižní Kolumbie byl tvořen modrým oválem, v jehož dolní části byl dosavadní znak Velké Kolumbie (bez mezikruží a nápisů). V horní části bylo do oblouku seřazeno sedm zlatých, pěticípých hvězd, pod nimi byl černý pruh do oblouku se zlatým sluncem uprostřed a stříbrnými zvířetníkovými znameními po obou stranách (zřejmě Beran, Blíženci, Ryby a Rak). Ze slunce vycházela stříbrná stuha s černým nápisem EL ECUADOR EN COLOMBIA (česky Rovník v Kolumbii). Modrý ovál připomínal Svobodnou provincii Guayaquil, vyhlášenou v roce 1820 a znak Velké Kolumbie kontinuitu spojení s touto zemí. Sedm hvězd symbolizovalo počet provincií. Černý pruh do oblouku představoval rovník a přestože nápis na znaku obsahoval španělské slovo ECUADOR (česky Rovník), byl název státu oficiálně změněn (na Stát Ekvádor) až 22. září. Vyobrazený znak je oproti zdroji odlišný (odstín modré barvy oválu, bílý rovník místo černého, bez stuhy a nápis v dolní části oválu).
Po přejmenování státu došlo (zřejmě, nejde s jistotou doložit) k úpravě znaku, ovál znaku dostal stříbrné lemování a byl umístěn na zlatou kartuš se zelenou snítkou vavřínu v horní části. Černý pás rovníku byl změněn na stříbrný, stuha byla vypuštěna a nápis byl přesunut do dolní části oválu. Vypuštěno bylo také sedm hvězd. Na státní vlajce se toto výtvarné pojetí znaku neužívalo (není ani obrázek).

Státní znak Jižní Kolumbie/Ekvádoru (1830), odlišný od zdroje

12. ledna 1833 došlo nařízením prezidenta Státu Ekvádor ke změně státního znaku, což se promítlo také na státní vlajce. Znak byl nově tvořen oválem s krajinou se třemi zelenými, skalními vrchy. Na (heraldicky) pravém vrchu byla zlatá věž, na níž seděl andský kondor, na prostřením seděl další kondor a levý byl pokryt bílým sněhem. Nad krajinou byl obloukový pruh se zlatým sluncem uprostřed a zvířetníkovými znameními (Štír, Váhy, Panna a Lev. V horní části oválu bylo do oblouku sedm zlatých, pěticípých hvězd. Vrchy symbolizovaly oba vrcholy vulkánu Pichincha a hvězdy počet ekvádorských provincií. Zvířetníková znamení připomínala měsíce revoluce v roce 1820.
8. srpna 1835 byla vyhlášena republika a země byla přejmenována na Republika Ekvádor. V této souvislosti však státní symboly změněny nebyly. K úpravě znaku však došlo na základě rozhodnutí Národního shromáždění dne 18. června 1843, které podepsal 2. července první ekvádorsky prezident Juan José Flores. Nový státní znak byl jako první vytvořen podle zásad heraldiky. Znak byl tvořen zlatě lemovaným, čtvrceným štítem s modrou hlavou, obsahující zlaté slunce uprostřed stříbrného oblouku. V prvním, zlatém poli byla stříbrná, otevřená kniha ve formě tabulky s římskými číslicemi I, III, II a IV. V druhém, zeleném poli byl běžící kůň, ve třetím (modrém) byla hnědá plachetnice na stříbrných vlnách a ve čtvrtém, stříbrném zelený vulkán (s bílým vrcholem) chrlící červený oheň. Štít obklopovaly dvojice ekvádorských praporů, v dolní části stříbrné válečné trofeje. Znak korunoval na štítě sedící kondor s roztaženými křídly. Stříbrný oblouk symbolizoval rovník a římské číslice první čtyři články ústavy.
Po svržení prezidenta Florese byly změněny státní symboly. Znak zavedený 6. listopadu 1845 byl tvořen modrým oválem (s krajinou v přirozených barvách) se světle hnědým lemem. V popředí krajiny bylo moře, na  něm kolesový parník s bílo-modro-bílou vlajkou na zádi a znamením boha obchodu Merkura mezi komínem na přídi a kolesem uprostřed lodi. Do moře ústí řeka Guayas, kolem byla zelená krajina a v pozadí vulkán Chimborazo se sněhovou pokrývkou vrcholu a modrá obloha. Nad krajinou bylo opět zlaté slunce uprostřed stříbrného oblouku a zvířetníková znamení (pro březen až červen, zřejmě jako u znaku z roku 1830) po stranách. Ovál obklopovaly z obou stran dvojice zkřížených bílo-modro-bílých praporů s modro-červenými praporovými šňůrami se zlatými střapci. Mezi prapory byla zelená vavřínová a palmová ratolest. Na oválu seděl (heraldicky vlevo hledící) kondor andský v přirozených barvách, pod ním byl liktorský svazek se sekerou. Parník se znamením Merkura symbolizoval lodní dopravu, obchod a připomínal, že v zemi sestrojil konstruktér Vicente Rocafuerte první parník v západní části Jižní Ameriky. Parník Guayas byl dán do provozu 9. října 1841. Kondor byl symbolem síly a liktorský svazek byl symbolem republikánského zřízení. Oproti popisu má lem vyobrazeného znaku modrou barvu a pohled kondora je obrácený.
V roce 1859 vypuklo v provinciích Guayaquil a Cuenca povstání, kdy část obyvatel požadovala obnovení vlajky Velké Kolumbie. 26. září 1860 byl proto (kromě vlajky) upraven i státní znak. Vlajky na znaku byly upraveny z modro-bílých na žluto-modro-červené a kondor hleděl nově heraldicky doprava. (není obrázek)

Státní znak Státu a Republiky Ekvádor (1833–1843)
Státní znak Republiky Ekvádor (1843–1845)
Státní znak Ekvádoru (1845–1869), kondor opačně
Státní znak Ekvádoru (1860–1916)

26. listopadu 1861 byla v sousední Kolumbii přijata téměř shodná vlajka, lišící se pouze poměrem stran. Proto byla, kvůli častým záměnám, na základě zákona č. 1272 z 5. prosince 1900 ekvádorská státní vlajka upravena přidáním státního znaku doprostřed vlajky. Státní znak zřejmě změněn nebyl, oficiální vyobrazení státního znaku bylo vytvořeno až v roce 1916 (autorem byl Pedro Pablo Traversari Salazar).
Poslední drobná úprava znaku byla provedena v roce 2003, kdy byla barva lodi změněna z šedé na žluto-modro-červenou.

## Další použití znaku
Ekvádorský státní znak je vyobrazen na ekvádorské vlajce, na vlajce ekvádorského prezidenta nebo např. na ekvádorských mincích.

Ekvádorská vlajka Poměr stran: 2:3
Vlajka ekvádorského prezidenta Poměr stran: 1:1
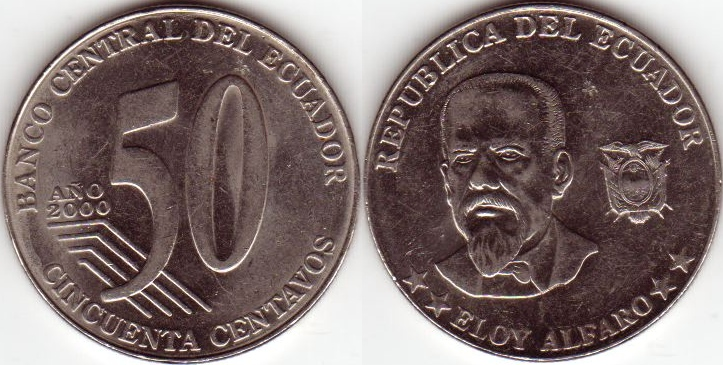
Ekvádorské mince